# Pedro Garau (Palma de Mallorca)
Pedro Garau (en catalán Pere Garau) es un barrio situado en el Distrito Levante de la ciudad de Palma de Mallorca, Islas Baleares, España.
Según la delimitación oficial del ayuntamiento, limita con los barrios de Polígono de Levante, Foners, La Soledad, Los Hostalets, Marqués de la Fuensanta, El Mercado, Sindicato y La Misión. Está delimitado por las calles Aragón y Manacor, las Avenidas y la Plaza de Miquel Dolç. El nombre del barrio hace honor a Pedro Garau Canyelles, que diseñó el trazado del ferrocarril y del tranvía de Sóller.

## Historia
En 1901, a causa del Plan Calvet diseñado por el ingeniero Bernardo Calvet en 1897 se demolieron las murallas de la ciudad de Palma de Mallorca y se comenzó la urbanización de las zonas exteriores a la muralla, es decir, el Ensanche. El barrio de Pedro Garau forma parte de este proyecto.
El barrio fue construido en los terrenos de los antiguos núcleos de Son Coc y de La Paloma, por aquella época todo el terreno estaba formado por campos de cultivo. Son Coc es el nombre de una antigua finca rústica y La Paloma era una marca de anís que se fabricaba en el barrio. Algunas de las calles del barrio de Pedro Garau conservan el nombre de antiguas fincas agrarias, como por ejemplo Son Coc, Son Llàtzer, Cal Serrador, Can Curt, etc.
Entre los años 1910 y 1930 se construyeron sus calles. Las edificaciones que lo formaban eran en su totalidad viviendas unifamiliares de una o dos plantas con un patio o un huerto en la parte posterior. En 1925 la cooperativa La Redención del Hogar adquirió una parcela delimitada por las calles Arzobispo Aspargo, Bartolomé Torres y Adrián Ferrán. En estos terrenos fueron construidas cien casas y recibieron el nombre de Ses Cent Cases (las cien casas), aunque finalmente fueron 102, ya que inicialmente se planteó construir un centro de enseñanza público, pero finalmente se edificaron dos viviendas en los terrenos que debería haber ocupado. Estas casas se asignaban por sorteo (como si se tratasen de VPO) y para ser propietario había que pagar una cuota semanal de dos pesetas. Su estilo arquitectónico sirvió como modelo a gran parte de los edificios del ensanche hasta bien entrados los años 50. En 1931 fue fundado el CP Pedro Garau, que fue la primera escuela del ensanche palmesano. Durante la década de 1940 fueron fundados el Mercado de Pedro Garau.

## Mercado Municipal de Pedro Garau
El mercado de Pedro Garau se inauguró en enero de 1943. Antes de la construcción se formó una gran polémica, ya que la funeraria quería colocar aquí los garajes de los coches fúnebres, pero finalmente se trasladaron junto al cementerio. El edificio, de 937 m², es de estilo regionalista balear. En la plaza situada en el exterior del mercado los agricultores venden sus productos tres días a la semana, el mercado de Pedro Garau es el único en el que se venden animales vivos además de contar con una gran oferta de ropa y complementos de ocasión.
La última reforma realizada en el mercado fue en 1999, se remodelaron los puestos y se reagruparon en secciones. Actualmente hay más de 100 puestos de venta en el interior y 200 en el exterior, siendo una de las principales plazas de abastos de Palma de Mallorca, junto al mercado del Olivar.